# Schlachtenrade
Schlachtenrade ist eine Hofschaft in Halver im Märkischen Kreis im Regierungsbezirk Arnsberg in Nordrhein-Westfalen (Deutschland).

## Lage und Beschreibung
Schlachtenrade liegt auf einer Höhe von 355 Meter über Normalnull im südlichen Halver nahe der Stadtgrenze zu Wipperfürth. Südwestlich des Ortes erhebt sich mit 390,2 Meter über Normalnull der Lausberg, südlich liegt die Kerspetalsperre. Im Ort entspringt ein Zufluss des Blankenbachs, der wiederum in die Talsperre entwässert. Nachbarorte sind Bommert, Ober- und Niederbommert, Voswinkel, Brocksiepen und Auf dem Heede. Der Ort ist über Nebenstraßen erreichbar, die von der Kreisstraße K3 und der Landesstraße L284 abzweigen. 
Im Ort ist eine Eiche als Naturdenkmal unter Schutz gestellt.

## Geschichte
Schlachtenrade wurde erstmals 1480 urkundlich erwähnt, die Entstehungszeit der Siedlung wird aber für den Zeitraum zwischen 1050 und 1200 infolge der Rodungsphase nach der hochmittelalterlichen Territorialbildung vermutet. Schlachtenrade  war ein Abspliss der Hofschaft Kückelhausen.
Um 1500 ist durch Urkunden belegt, dass der Hof Schlachtenrade dem bergischen Amt Beyenburg abgabenpflichtig war. Die Gerichtsbarkeit des Hofs unterstand einem extra für die bergischen Höfe im ansonsten märkisch beherrschten Kirchspiel Halver bestellten bergischem Richter, was häufig zu Streit mit dem für das Kirchspiel eigentlich zuständigen märkischen Gografen führte.
1818 lebten 25 Einwohner im Ort. 1838 gehörte Schlachtenrade als Schlachtenrodt der Bommerter Bauerschaft innerhalb der Bürgermeisterei Halver an. Der laut der Ortschafts- und Entfernungs-Tabelle des Regierungs-Bezirks Arnsberg als Hof kategorisierte Ort besaß zu dieser Zeit drei Wohnhäuser, eine Fabrik bzw. Mühle und acht landwirtschaftliche Gebäude. Zu dieser Zeit lebten 27 Einwohner im Ort, allesamt evangelischen Glaubens.
Das Gemeindelexikon für die Provinz Westfalen von 1887 gibt eine Zahl von 17 Einwohnern an, die in drei Wohnhäusern lebten.